# Musée Carnegie d'histoire naturelle
Le musée Carnegie d'histoire naturelle (en anglais, Carnegie Museum of Natural History), situé à Pittsburgh en Pennsylvanie, a été fondé par l’industriel de la sidérurgie Andrew Carnegie en 1896. C'est un centre de recherche de réputation internationale et l'un des cinq plus grands musées d'histoire naturelle des États-Unis.
Le Musée dispose d'une superficie de 10 700 m2 divisée en 20 galeries, avec une bibliothèque et des bureaux. Il abrite 22 millions de spécimens, dont environ 10 000 sont exposés en même temps, et dont près d'un million sont consultables sur des bases de données en ligne. En 2008, le Musée a réalisé 386 300 entrées et accueilli 63 000 groupes scolaires.

## Histoire
Le Musée fit sensation dès 1899 lorsque ses chercheurs mirent au jour le premier fossile complet du diplodocus (Diplodocus carnegii). Aujourd'hui sa collection de dinosaures comporte le plus grand nombre de spécimens du Jurassique de tous les musées, et sa galerie Le temps des dinosaures est la troisième plus grande, en termes de squelettes assemblés, de tous les États-Unis derrière celles du musée national d'histoire naturelle des États-Unis (partie intégrante de la Smithsonian Institution) à Washington, et du Musée américain d'histoire naturelle à New York. Parmi les spécimens les plus remarquables, il y a l'un des seuls fossiles d'un jeune Apatosaurus, l'un des squelettes les plus complets de Tyrannosaurus rex connus à ce jour, et une espèce encore inconnue d’oviraptorosaure.
Les chercheurs de l'Institut Carnegie ont participé à des découvertes célèbres comme celle du Puijila darwini, du Castorocauda lutrasimilis, et d’Hadrocodium wui.

## Organisation
Les autres grandes attractions du Musée sont le Hall Hillman de gemmes et minéraux, le Hall de la Fondation Alcoa consacré aux Amérindiens, le Hall Wyckoff des mondes polaires et de biologie de l’Arctique, le Hall Walton d’Égyptologie, le Hall Benedum de géologie, et la réserve naturelle de Powdermill créée par le Musée en 1956 comme parc d'acclimatation pour les populations naturelles.
Les départements les plus actifs du Musée sont ceux d’Anthropologie, d’Ornithologie, de Botanique, d’Herpétologie, de Paléontologie et de Zoologie des invertébrés, de Paléontologie des vertébrés des  Mammifères, de Minéralogie, celui consacré aux Mollusque et à la Conservation. Ces départements collaborent au sein de groupes stratégiques destinés à combiner au mieux les activités de recherche, la gestion des collections et la programmation des expositions pour répondre au mieux aux attentes du public et aux défis actuels de la recherche en biologie. Le Musée publie des livres et diverses revues scientifiques :
- les Annals of Carnegie Museum, revue à comité de lecture consacrée à la biologie des organismes, aux sciences de la terre et à l’anthropologie;
- le Bulletin of Carnegie Museum of Natural History, qui propose des monographies ou des recueils d'articles publiés à la suite de colloques ;
- les Special Publications of Carnegie Museum sont consacrés à des sujets précis ou à une discipline dans son ensemble.